# Jan Assmann
Johann Christoph Assmann (* 7. července 1938, Langelsheim – 19. února 2024) byl německý egyptolog a religionista, profesor univerzity v Heidelbergu. Společně se svou ženou Aleidou Assmann je autorem teorie kulturní paměti, zabýval se rovněž možným vlivem reforem faraona Achnatona na další náboženství.

## Dílo
- Egypt ve světle teorie kultury (česky 1998)
- Kultura a paměť. Písmo, vzpomínka a politická identita rozvinutých kulturách starověku. (česky 2001)
- Egypt. Theologie a zbožnost rané civilizace. (česky 2003)
- Smrt jako fenomén kulturní teorie (česky 2003)
- Panství a spása. Politická theologie ve starověkém Egyptě, Izraeli a Evropě. (česky 2012)